# Карягин, Павел Михайлович
Павел Михайлович Карягин (Корягин, Корякин) (1752—1807) — полковник, шеф 17-го егерского полка, герой Русско-персидской войны.

## Биография
Начал свою службу рядовым в Бутырском пехотном полку в 1773 году, с которым и принял участие в шедшей в то время Русско-турецкой войне. Блистательные победы П. А. Румянцева в эту кампанию вселили в Карягина веру в ту силу русского солдата и в себя самого, опираясь на которую он впоследствии никогда не считал врагов.
В 1778 году под командой А. В. Суворова получил боевое крещение в боях против крымских татар. В 1781 году был произведён в прапорщики, в 1783 году — в подпоручики. Служил в Белорусском егерском батальоне.
Вместе с Бутырским полком Карягин поступил в 1786 году на сформирование 4-го батальона Кубанского егерского корпуса.
Отличился при штурме 22 июня 1791 года крепости Анапа, где командовал ротой 4-й батальона Кавказского егерского корпуса. Был ранен пулей в руку и награждён чином майора.
Принимая участие в многочисленных походах против горцев и дослужившись до полковника, 20 августа 1800 года Карягин был назначен командиром 17-го егерского полка, сформированного из 5-го батальона Кубанского егерского корпуса, а 14 мая 1803 года (после короткого шефства над 15-м егерским полком) на него было возложено полковое шефство. С этим полком Карягин принял участие в кампаниях против персов и 24 февраля 1804 года получил орден Св. Георгия 4-й степени.
За отличное мужество, оказанное при штурме крепости Ганжа, где командуя колонною примером храбрости своей поощрял к неустрашимости подчинённых.

### Рейд Карягина
Легендарной славой Карягин покрыл себя в Русско-персидскую войну 1804—1813 годов, в особенности, в деле 24 июня — 15 июля 1805 года, когда, окружённый 20-тысячной персидской армией Аббаса-Мирзы в Карабахской провинции, он три недели противостоял ей в Аскеране, Шахбулаге и Мухратаге, не только с честью отбивая нападения персов, но сам беря приступом персидские крепости, и, наконец, с отрядом всего лишь в 100 человек пробился к Цицианову, шедшему к нему на помощь. За эту кампанию Карягин получил золотую шпагу с надписью «За храбрость».

### Последние годы жизни
Беспрерывные походы, раны, а особенно утомление в зимнюю кампанию 1806 года расстроили здоровье Карягина. Он заболел лихорадкой, перешедшей в жёлтую гнилую горячку, и 7 мая 1807 года этого «поседелого под ружьём» героя не стало (исключён из армейских списков 31 июля 1807 года). Последней его наградой был орден святого Владимира 3-й степени, полученный за несколько дней до кончины.

## Память
Историк Кавказской войны В. А. Потто писал: «Поражённое его богатырскими подвигами, боевое потомство придало личности Карягина величаво легендарный характер, создало из него любимейший тип в боевом Кавказском эпосе».
В 1827 году село Карабулаг (ныне — город Физули) было переименовано в Карягино в честь Павла Карягина.

## Награды
- Орден Святого Георгия 4-й степени (1804)
- Золотое оружие «За храбрость» (1805)
- Орден Святого Владимира 3-й степени (1807)